# Кварк
Кварк — бесструктурная элементарная частица и фундаментальная составляющая материи. Кварки объединяются в составные частицы, называемые адронами, наиболее стабильными из которых являются протоны и нейтроны, компоненты атомных ядер. Всё обычно наблюдаемое вещество состоит из верхних кварков, нижних кварков и электронов. Из-за явления, известного как удержание цвета, кварки никогда не встречаются изолированно; их можно найти только в составе адронов, которые включают барионы (такие как протоны и нейтроны) и мезоны, или в кварк-глюонной плазме. По этой причине много информации о кварках было получено из наблюдений за адронами.
Кварки обладают различными внутренними свойствами, включая электрический заряд, массу, цветовой заряд и спин. Это единственные элементарные частицы в Стандартной модели физики элементарных частиц, которые участвуют во всех четырёх фундаментальных взаимодействиях (электромагнитном, гравитационном, сильном и слабом), а также единственные известные частицы, электрические заряды которых — не целые числа, кратные элементарному заряду.
Существует шесть типов кварков, известных как ароматы: нижний, верхний, странный, очарованный, прелестный, истинный. У верхних и нижних кварков самые малые массы среди всех кварков. Более тяжёлые кварки быстро превращаются в верхние и нижние кварки в процессе распада частиц: перехода из состояния с большей массой в состояние с меньшей массой. Из-за этого верхние и нижние кварки, как правило, стабильны и наиболее распространены во Вселенной, в то время как странные, очарованные, прелестные и истинные кварки могут образовываться только в столкновениях с высокой энергией частиц (например, с участием космических лучей и в ускорителях частиц). Для каждого аромата кварка существует соответствующий тип античастицы, известный как антикварк, который отличается от кварка только тем, что некоторые его свойства (например, электрический заряд) имеют одинаковую величину, но противоположный знак.
Кварковая модель была независимо предложена физиками Мюрреем Гелл-Манном и Джорджем Цвейгом в 1964 году, которые ввели их в физику как часть схемы упорядочения свойств адронов, хотя в то время было мало доказательств их физического существования до экспериментов по глубоко неупругому рассеянию в Стэнфордском центре линейных ускорителей в 1968 году. Эксперименты с ускорительной программой предоставили доказательства существования всех шести разновидностей кварков. Истинный кварк, впервые обнаруженный в лаборатории Ферми в 1995 году, был открыт последним.

## Классификация
Стандартная модель — это теоретическая основа, описывающая все известные элементарные частицы. Эта модель содержит шесть сортов или ароматов кварков (q): верхний (u), нижний (d), странный (s), очарованный (c), прелестный (b) и истинный (t). Античастицы кварков называются антикварками и обозначаются чертой над символом соответствующего кварка, например u для верхнего антикварка. Как и антивещество в целом, антикварки имеют ту же массу, среднее время жизни и спин, что и их соответствующие кварки, но электрический заряд и другие заряды имеют противоположные знаки.
Кварки — это частицы со спином 1/2, то есть фермионы в соответствии с теоремой Паули о связи спина со статистикой. Они подчиняются принципу запрета Паули, который гласит, что никакие два идентичных фермиона не могут одновременно занимать одно и то же квантовое состояние (в отличие от бозонов, частиц с целым спином, любое количество которых может находиться в одном и том же состоянии). В отличие от лептонов кварки обладают цветовым зарядом, который заставляет их вступать в сильное взаимодействие. В результате притяжения между различными кварками образуются составные частицы, известные как адроны. Независимо друг от друга гипотезу о том, что каждый кварк обладает тремя различными цветовыми состояниями, высказали в 1965 году советские физики Н. Н. Боголюбов, Б. В. Струминский, А. Н. Тавхелидзе, американский — М. Хан и японский — И. Намбу. В 1964 году подобную гипотезу высказал американский физик О. Гринберг в другом виде.
Кварки, определяющие квантовые числа адронов, называются валентными кварками; кроме того, любой адрон может содержать неопределённое число виртуальных пар кварков и антикварков, которые могут рождаться на короткое время согласно принципу неопределённости и формировать море кварковых пар, не влияющих на его квантовые числа. Есть два семейства адронов: барионы с тремя валентными кварками и мезоны с валентным кварком и антикварком. Наиболее распространёнными барионами являются протон и нейтрон, строительные блоки атомного ядра. Известно большое количество адронов (список барионов и список мезонов), большинство из них различаются по своему кварковому составу и свойствам, зависящих от составляющих их кварков. Существование экзотических адронов с большим количеством валентных кварков, таких как тетракварки (qqqq) и пентакварки (qqqqq), предполагалось с самого начала кварковой модели, но не было обнаружено до начала XXI века.
Элементарные фермионы сгруппированы в три поколения, каждое из которых состоит из двух лептонов и двух кварков. В первое поколение входят верхние и нижние кварки, второе — странный и очарованный кварки и третье — прелестный и истинный кварки. Все поиски четвёртого поколения кварков и других элементарных фермионов потерпели неудачу, и есть веские косвенные доказательства того, что существует не более трёх поколений. Частицы более высокого поколения обычно имеют бо́льшую массу и меньшую стабильность, что приводит к их распаду на частицы более низкого поколения посредством слабых взаимодействий. В природе обычно встречаются только кварки первого поколения (верхние и нижние). Более тяжёлые кварки могут образовываться только в столкновениях с высокой энергией (например, при столкновениях с космическими лучами) и быстро распадаться; однако считается, что они присутствовали в течение первых долей секунды после Большого взрыва, когда Вселенная находилась в чрезвычайно горячей и плотной фазе (эпоха кварков). Исследования более тяжёлых кварков ведутся в искусственно созданных условиях, например в ускорителях частиц.
Обладая электрическим зарядом, массой, цветовым зарядом и ароматом, кварки являются единственными известными элементарными частицами, которые участвуют во всех четырёх фундаментальных взаимодействиях современной физики: электромагнетизме, гравитации, сильном взаимодействии и слабом взаимодействии. Гравитация слишком слаба, чтобы иметь отношение к взаимодействиям отдельных частиц, за исключением крайних значений энергии (планковская энергия) и масштабов расстояний (планковская длина). Однако, поскольку успешной квантовой теории гравитации не существует, гравитация не описывается Стандартной моделью.
Более полный обзор свойств шести ароматов кварка представлены в таблице .

## История
Кварковая модель была независимо предложена физиками Мюрреем Гелл-Маном и Джорджем Цвейгом в 1964 году. Предложение поступило вскоре после того, как Гелл-Ман в 1961 году сформулировал систему классификации частиц, известную как Восьмеричный путь, или, выражаясь более техническими терминами, ароматическую симметрию SU(3), оптимизирующую её структуру. В том же году физик Юваль Неэман независимо разработал схему, аналогичную Восьмеричному Пути. До кварковой модели имелись другие модели адронов. Например, модель Сакаты с базисом, состоящим из p, n, Λ и их античастиц, описывала все мезоны и барионы, известные на момент публикации. Модель Гольдгабера использовала p, n, и Κ−. Впоследствии базис расширили до четырёх частиц (и четырёх античастиц).
Во время зарождения кварковой теории «зоопарк частиц» включал множество адронов, среди прочих частиц. Гелл-Манн и Цвейг утверждали, что они не являются элементарными частицами, а состоят из комбинаций кварков и антикварков. Их модель включала три разновидности кварков: верхний, нижний и странный, которым они приписывали такие свойства, как спин и электрический заряд. Первоначальная реакция физического сообщества на это предложение была неоднозначной. Были особые разногласия по поводу того, был ли кварк физической сущностью или простой абстракцией, используемой для объяснения концепций, которые в то время не были полностью поняты.
Менее чем через год были предложены расширения модели Гелл-Манна — Цвейга. Шелдон Глэшоу и Джеймс Бьёркен предсказали существование четвёртого аромата кварка, который они назвали очарованным. Увеличение числа кварков позволило лучше описать слабое взаимодействие (механизм, позволяющий кваркам распадаться), уравняло число известных кварков с числом известных лептонов и подразумевало массовую формулу, которая правильно воспроизводила массы известных мезонов.
В 1968 году эксперименты по глубоко неупругому рассеянию электронов высокой энергии на протонах в Стэнфордском центре линейных ускорителей (SLAC) показали, что протон содержит гораздо меньшие точечные объекты и, следовательно, не является элементарной частицей. В то время физики не хотели твёрдо отождествлять эти объекты с кварками, вместо этого называя их «партонами» — термин, придуманный Ричардом Фейнманом. Объекты, которые наблюдались в SLAC, позже будут идентифицированы как верхние и нижние кварки по мере открытия других ароматов.
Существование странного кварка было косвенно подтверждено экспериментами SLAC по рассеянию: он не только был необходимым компонентом трёхкварковой модели Гелл-Мана и Цвейга, но и дал объяснение каона (K) и пиона (π) — адронов, открытых в космических лучах в 1947 году.
В статье 1970 года Глэшоу, Иоаннис Илиопулос и Лучано Майани представили механизм GIM (названный по их инициалам), для объяснения экспериментального отсутствия наблюдения изменяющих аромат нейтральных токов. Эта теоретическая модель требовала существования ещё не открытого очарованного кварка. Число предполагаемых ароматов кварков выросло до нынешних шести в 1973 году, когда Макото Кобаяси и Тосихидэ Маскава заметили, что экспериментальное наблюдение нарушения СР-инвариантности можно объяснить, если бы существовала другая пара кварков.
Очарованные кварки были получены почти одновременно двумя командами в ноябре 1974 года (см. Ноябрьская революция) — одной в SLAC под руководством Бертона Рихтера, а другой в Брукхейвенской национальной лаборатории под руководством Сэмюэля Тинга. Очарованные кварки наблюдались связанными с очарованными антикварками в мезонах. Обе стороны присвоили открытому мезону два разных символа, J и ψ; таким образом, он стал официально известен как J/ψ мезон. Это открытие окончательно убедило физическое сообщество в правильности кварковой модели.
В последующие годы появился ряд предложений по расширению кварковой модели до шести кварков. Из них в статье 1975 года Хаима Харари впервые были введены термины «истинный» и «прелестный» для дополнительных кварков.
В 1977 году группа учёных из Фермилаба во главе с Леоном Ледерманом наблюдала прелестный кварк. Это был сильный индикатор существования истинного кварка, так как иначе прелестный кварк не имел бы партнёра. Лишь в 1995 году истинный кварк был наконец обнаружен, также группами CDF и DØ в Фермилабе. Его масса оказалась намного больше, чем ожидалось, почти такая же, как у атома золота.

### Доказательства существования кварков
Из-за контринтуитивного свойства сильного взаимодействия — конфайнмента — для неспециалиста зачастую нетривиально существование кварков: поскольку их невозможно увидеть в свободном виде, возникает сомнение, не являются ли они лишь математической абстракцией.
Причины, по которым кварки считаются реально существующими объектами:
- В 1960-х годах стало ясно, что все многочисленные адроны подчиняются более или менее простой классификации: сами собой объединяются в мультиплеты и супермультиплеты. Иными словами, при описании всех этих мультиплетов требуется очень небольшое число свободных параметров. То есть, все адроны обладают небольшим числом степеней свободы: все барионы с одинаковым спином обладают тремя степенями свободы, а все мезоны — двумя[68][69].
- Далее, при учёте спина оказалось, что каждой такой степени свободы можно приписать спин ½ и, кроме того, каждой паре кварков можно приписать орбитальный момент — словно они и есть частицы, которые могут вращаться друг относительно друга. Из этого предположения возникло стройное объяснение и всему разнообразию спинов адронов, а также их магнитных моментов[67].
- Более того, с открытием новых частиц выяснилось, что никаких модификаций теории не требуется: каждый новый адрон удачно вписывался в кварковую конструкцию без каких-либо её перестроек (если не считать добавления новых кварков)[67][70].
- Как проверить, что заряд у кварков действительно дробный? Кварковая модель предсказывала, что при аннигиляции высокоэнергетических электрона и позитрона будут рождаться не сами адроны, а сначала пары кварк-антикварк, которые потом уже превращаются в адроны. Результат расчёта течения такого процесса напрямую зависел от того, каков заряд рождённых кварков. Эксперимент полностью подтвердил эти предсказания[71].
- С наступлением эры ускорителей высокой энергии стало возможным изучать распределение импульса внутри, например, протона. Выяснилось, что импульс в протоне не распределён равномерно, а частями сосредоточен в отдельных степенях свободы. Эти степени свободы назвали партонами (от англ. part — часть). Более того, оказалось, что партоны, в первом приближении, обладают спином ½ и теми же зарядами, что и кварки. С ростом энергии оказалось, что количество партонов растёт, но такой результат и ожидался в кварковой модели при сверхвысоких энергиях[72][73].
- С повышением энергии ускорителей стало возможным также попытаться выбить отдельный кварк из адрона в высокоэнергетическом столкновении. Кварковая теория давала чёткие предсказания, как должны были выглядеть результаты таких столкновений — в виде струй. Такие струи действительно наблюдались в эксперименте[67].
- При высокоэнергетических столкновениях адронов вероятность того, что адроны рассеются на некоторый угол без разрушения, уменьшается с ростом величины угла. Эксперименты подтвердили, что, например, для протона скорость получается точно такая, какая ожидается для объекта, состоящего из трёх кварков[74].
- При столкновениях протонов с высокими энергиями экспериментально наблюдается аннигиляция кварка одного протона с антикварком другого протона с образованием пары мюон-антимюон (процесс Дрелла — Яна)[75].
- Кварковая модель с позиций взаимодействия кварков между собой при помощи глюонов хорошо объясняет расщепление масс между членами декуплета {\displaystyle \Delta ^{-}} — {\displaystyle \Sigma ^{*-}} — {\displaystyle \Xi ^{-}} — {\displaystyle \Omega ^{-}}[76].
- Кварковая модель хорошо объясняет расщепление масс между {\displaystyle \Xi ^{-}-\Xi ^{0}}[77].
- Кварковая модель предсказывает для отношения магнитных моментов протона и нейтрона величину {\displaystyle {\frac {\mu _{P}}{\mu _{N}}}=-{\frac {3}{2}},} что находится в хорошем соответствии с экспериментальным значением −1,47. Для отношения магнитных моментов гиперона и протона теория кварков предсказывает величину {\displaystyle {\frac {\mu _{\Lambda }}{\mu _{P}}}=-{\frac {1}{3}}}, что также находится в хорошем соответствии с экспериментальным значением −0,29 ± 0,05[78].
- Есть и много других экспериментальных подтверждений кварковой модели строения адронов[79].

В целом, можно сказать, что гипотеза кварков и всё, что из неё вытекает (в частности, КХД), является наиболее консервативной гипотезой относительно строения адронов, которая способна объяснить имеющиеся экспериментальные данные. Попытки обойтись без кварков наталкиваются на трудности с описанием всех тех многочисленных экспериментов, которые очень естественно описывались в кварковой модели. Кварковая модель была признана физическим сообществом в 1976 году.

## Этимология
Некоторое время Гелл-Ман не мог определиться с фактическим написанием термина, который он намеревался ввести, пока не нашёл слово кварк в книге Джеймса Джойса 1939 года «Поминки по Финнегану» со строчкой «Три кварка для мистера Марка»:

– Three quarks for Muster Mark!

Sure he hasn't got much of a bark

And sure any he has it's all beside the mark.
Существует версия, что слово кварк — это устаревшее английское слово, означающее каркать, а процитированные выше строки о птичьем хоре, насмехающемся над королем Корнуолла Марком в легенде о Тристане и Изольде. Однако широко распространено предположение, особенно в немецкоязычных частях мира, что Джойс усвоил это слово из немецкого во время своего пребывания в Вене. В немецком слово Quark имеет два значения: 1) творог, 2) чепуха. В немецкий же данное слово попало из западнославянских языков (чеш. tvaroh, пол. twaróg — «творог»). Согласно рассказу ирландского физика Лохлина О’Раферти, Джойс во время пребывания в Германии на сельскохозяйственной выставке услышал рекламный слоган «Drei Mark für Musterquark» («три марки за образцовый творог»), который был им позже перефразирован для романа. Гелл-Ман подробно остановился на названии кварка в своей книге 1994 года «Кварк и ягуар».
Цвейг предпочитал имя туз (англ. ace) для частицы, которую он теоретизировал, но терминология Гелл-Мана стала известна после того, как кварковая модель стала общепринятой.
Ароматы кварков получили свои названия по нескольким причинам. Верхние (up, букв. «вверх») и нижние (down, букв. «вниз») кварки названы в честь верхних и нижних компонент изоспина. Странные кварки получили своё название, потому что они были обнаружены как компоненты странных частиц, обнаруженных в космических лучах за много лет до того, как была предложена кварковая модель; эти частицы считались «странными», потому что они имели необычно долгое время жизни. Глэшоу, который совместно с Бьёркеном предложил очарованный кварк, говорил: «Мы назвали нашу конструкцию „очарованным кварком“, потому что мы были очарованы и довольны симметрией, которую он привнёс в субъядерный мир». Названия bottom (нижний) и top (верхний), придуманные Харари, были выбраны потому, что они являются «логическими партнёрами для верхних (up) и нижних (down) кварков». Альтернативные названия b- и t-кварка — beautiful (прелестный, красивый) и true (истинный) соответственно, но эти имена несколько вышли из употребления. Ускорительные комплексы, предназначенные для массового производства b-кварков, иногда называют «фабриками прелести», а название «истинный кварк» в английском языке не прижилось.

## Характеристики

### Электрический заряд
Кварки имеют дробные значения электрического заряда — либо −1/3 или +2/3 элементарного электрического заряда (е), в зависимости от аромата. Верхние, очарованные и истинные кварки (вместе именуемые верхними кварками) имеют заряд +2/3 е; нижние, странные и прелестные кварки (нижние кварки) имеют заряд −1/3 е. Антикварки имеют заряд, противоположный соответствующим им кваркам; верхние антикварки имеют заряды −2/3 е, и нижние антикварки имеют заряды +1/3 е. Поскольку электрический заряд адрона представляет собой сумму зарядов составляющих его кварков, все адроны имеют целочисленные заряды: сочетание трёх кварков (барионов), трёх антикварков (антибарионов) или кварка и антикварка (мезонов) всегда приводит к заряду, выражаемому целым числом. Например, адронные составляющие атомных ядер, нейтроны и протоны, имеют заряды 0 е и +1 е соответственно; нейтрон состоит из двух нижних кварков и одного верхнего кварка, а протон — из двух верхних кварков и одного нижнего кварка.

### Спин
Спин — это внутреннее свойство элементарных частиц, а его направление — важная степень свободы. Иногда его визуализируют как вращение объекта вокруг собственной оси (отсюда и название «спин» от англ. spin), хотя это понятие несколько ошибочно на субатомных масштабах, поскольку считается, что элементарные частицы имеют точечную форму.
Спин представляется вектором, длина которого измеряется в единицах приведённой постоянной Планка ħ. Для кварков измерение компоненты вектора спина вдоль любой оси может дать только значения +ħ/2 или −ħ/2; по этой причине кварки классифицируются как частицы со спином 1/2. Составляющая спина вдоль заданной оси — условно оси z — часто обозначается стрелкой вверх ↑ для значения +1/2 и стрелкой вниз ↓ для значения −1/2, размещённый после символа аромата. Например, верхний кварк со спином +1/2 z обозначается как u↑.

### Слабое взаимодействие
Кварк одного аромата может превратиться в кварк другого аромата только посредством слабого взаимодействия, одного из четырёх фундаментальных взаимодействий в физике элементарных частиц. Поглощая или испуская W-бозон, любой верхний кварк (верхний, очарованный и t-кварк) может превратиться в любой нижний кварк (нижний, странный и b-кварк) и наоборот. Этот механизм трансформации аромата вызывает радиоактивный процесс бета-распада, в котором нейтрон (n) «расщепляется» на протон (p), электрон (e−
) и электронное антинейтрино (ν
e) (см. рисунок). Это происходит, когда один из нижних кварков в нейтроне (ud) распадается на верхний кварк, испуская виртуальный W−
 бозон, превращающий нейтрон в протон (ud). W−
 бозон затем распадается на электрон и электронное антинейтрино.
| n  | → | p  | + | e− | + | ν e | (Бета распад в адронных обозначениях)  |
| ud | → | ud | + | e− | + | ν e | (Бета распад в кварковых обозначениях) |

И бета-распад, и обратный ему процесс обратного бета-распада обычно используются в медицинских приложениях, таких как позитронно-эмиссионная томография (ПЭТ), и в экспериментах по обнаружению нейтрино.
Хотя процесс трансформации аромата одинаков для всех кварков, каждый кварк предпочитает трансформироваться в кварк своего собственного поколения. Относительные тенденции всех преобразований аромата описываются математической таблицей, называемой матрицей Кабиббо — Кобаяши — Маскавы (матрица СКМ). При условии унитарности приблизительные величины элементов матрицы CKM:
{\displaystyle {\begin{bmatrix}|V_{\mathrm {ud} }|&|V_{\mathrm {us} }|&|V_{\mathrm {ub} }|\\|V_{\mathrm {cd} }|&|V_{\mathrm {cs} }|&|V_{\mathrm {cb} }|\\|V_{\mathrm {td} }|&|V_{\mathrm {ts} }|&|V_{\mathrm {tb} }|\end{bmatrix}}\approx {\begin{bmatrix}0.974&0.225&0.003\\0.225&0.973&0.041\\0.009&0.040&0.999\end{bmatrix}},}
где Vij представляет тенденцию кварка аромата i превращаться в кварк аромата j (или наоборот).
Существует эквивалентная матрица слабого взаимодействия для лептонов (правая часть бозона W на приведённой выше диаграмме бета-распада), называемая матрицей Понтекорво — Маки — Накагавы — Сакаты (матрица PMNS). Вместе матрицы CKM и PMNS описывают все преобразования ароматов, но связи между ними пока не ясны.

### Сильное взаимодействие и цветовой заряд
Согласно квантовой хромодинамике (КХД), кварки обладают свойством, называемым цветовым зарядом. Существует три типа цветового заряда, условно обозначенные синим, зелёным и красным. Каждый из них дополняется антицветом — антисиним, антизелёным и антикрасным . Каждый кварк несёт цвет, а каждый антикварк несёт антицвет.
Система притяжения и отталкивания между кварками, заряженными различными комбинациями трёх цветов, называется сильным взаимодействием, которое опосредовано переносится частицами, известными как глюоны; это подробно обсуждается ниже. Теория, описывающая сильные взаимодействия, называется квантовой хромодинамикой (КХД). Кварк, который будет иметь одно значение цвета, может образовать связанную систему с антикварком, несущим соответствующий антицвет. Результатом притяжения двух кварков будет цветовая нейтральность: кварк с цветовым зарядом ξ плюс антикварк с цветовым зарядом −ξ приведут к цветовому заряду 0 (или «белому» цвету) и образованию мезона. Это аналогично аддитивной цветовой модели в базовой оптике. Точно так же комбинация трёх кварков, каждый с разными цветовыми зарядами, или трёх антикварков, каждый с антицветными зарядами, приведёт к тому же «белому» цветовому заряду и образованию бариона или антибариона.
В современной физике элементарных частиц калибровочные симметрии — разновидность группы симметрии — связывают взаимодействия между частицами (см. Калибровочные теории). Цвет SU(3) (обычно сокращенно SU(3)c) представляет собой калибровочную симметрию, которая связывает цветовой заряд в кварках и является определяющей симметрией квантовой хромодинамики. Подобно тому, как законы физики не зависят от того, какие направления в пространстве обозначены x, y и z, и остаются неизменными, если оси координат поворачиваются в новую ориентацию, физика квантовой хромодинамики не зависит от направления в трёхмерном цветовом пространстве определяемого на базисе синего, красного и зелёного. Преобразования цвета SU(3)c соответствуют «вращениям» в цветовом пространстве (которое является комплексным пространством). Каждый аромат кварка f, каждый с подтипами fB, fG, fR, соответствующими цветам кварков, образует триплет: трёхкомпонентное квантовое поле, которое преобразуется в соответствии с фундаментальным представлением группы SU(3)c. Требование, чтобы SU(3)c было локальным, то есть чтобы его преобразования могли меняться в пространстве и во времени, определяет свойства сильного взаимодействия. В частности, это подразумевает существование восьми типов глюонов, которые действуют как переносчики взаимодейсвия.

### Масса
Два термина используются для обозначения массы кварка: масса токового кварка относится к массе самого кварка, а масса конституентного кварка относится к массе токового кварка плюс массе поля глюонных частиц, окружающих его. Эти массы обычно имеют очень разные значения. Большая часть массы адрона происходит от глюонов, которые связывают составляющие его кварки вместе, а не от самих кварков. Хотя глюоны по своей природе безмассовы, они обладают энергией — энергией связи квантовой хромодинамики, что сильно влияет на общую массу адрона (см. Масса в специальной теории относительности). Например, протон имеет массу примерно 938 МэВ/с2, из которых масса покоя его трёх валентных кварков составляет только около 9 МэВ/с2; большую часть остатка можно отнести к энергии поля глюонов (см. нарушение киральной симметрии). Стандартная модель утверждает, что масса элементарных частиц определяется механизмом Хиггса, который связан с бозоном Хиггса. Есть надежда, что дальнейшие исследования причин большой массы t-кварка ~173 ГэВ/с2, что почти равно массе атома золота, может дать больше информации о происхождении массы кварков и других элементарных частиц.

### Размер
В КХД кварки считаются точечными объектами нулевого размера. По состоянию на 2014 год экспериментальные данные показывают, что они не больше, чем 10−4 размера протона, то есть меньше 10−19 метров.

### Таблица свойств
В следующей таблице приведены основные свойства шести кварков. Квантовые числа аромата (изоспин (I3), очарование (C), странность (S, не путать со спином), истинность (T) и прелесть или красота (B')) присваиваются определённым ароматам кварков и обозначают качества кварковых систем и адронов. Барионное число (B) равно +1/3 кварков, так как барионы состоят из трёх кварков. Для антикварков электрический заряд (Q) и все ароматические квантовые числа (B, I3, C, S, T и B′) имеют противоположный знак. Масса и полный угловой момент (J, равный спину для точечных частиц) не меняют знака для антикварков.
| Частица                           | Частица | Масса (МэВ/с2)*       | J   | B    | Q (е) | I3   | C  | S  | T  | B′ | Античастица     | Античастица |
| Имя                               | Символ  | Масса (МэВ/с2)*       | J   | B    | Q (е) | I3   | C  | S  | T  | B′ | Имя             | Символ      |
| --------------------------------- | ------- | --------------------- | --- | ---- | ----- | ---- | -- | -- | -- | -- | --------------- | ----------- |
| Первое поколение                  |         |                       |     |      |       |      |    |    |    |    |                 |             |
| верхний (англ. up)                | u       | 2,3 ± 0,7 ± 0,5       | 1/2 | +1/3 | +2/3  | +1/2 | 0  | 0  | 0  | 0  | антиверхний     | u           |
| нижний (англ. down)               | d       | 4,8 ± 0,5 ± 0,3       | 1/2 | +1/3 | −1/3  | −1/2 | 0  | 0  | 0  | 0  | антинижний      | d           |
| Второе поколение                  |         |                       |     |      |       |      |    |    |    |    |                 |             |
| очарованный (англ. charm)         | c       | 1275 ± 25             | 1/2 | +1/3 | +2/3  | 0    | +1 | 0  | 0  | 0  | антиочарованный | c           |
| странный (англ. strange)          | s       | 95 ± 5                | 1/2 | +1/3 | −1/3  | 0    | 0  | −1 | 0  | 0  | антистранный    | s           |
| Третье поколение                  |         |                       |     |      |       |      |    |    |    |    |                 |             |
| истинный (англ. top, truth)       | t       | 173 210 ± 510 ± 710 * | 1/2 | +1/3 | +2/3  | 0    | 0  | 0  | +1 | 0  | антиистинный    | t           |
| прелестный (англ. bottom, beauty) | b       | 4180 ± 30             | 1/2 | +1/3 | −1/3  | 0    | 0  | 0  | 0  | −1 | антипрелестный  | b           |

## Взаимодействующие кварки
Как описано в квантовой хромодинамике, носителями сильного взаимодействия выступают глюоны — безмассовые векторные калибровочные бозоны. Каждый глюон несёт один цветовой заряд и один антицветовой заряд. В стандартной структуре взаимодействия частиц (часть более общей формулировки, известной как теория возмущений) кварки постоянно обмениваются глюонами посредством виртуального процесса испускания и поглощения. Когда глюон передаётся между кварками, у обоих происходит изменение цвета; например, если красный кварк испускает красно-антизелёный глюон, то он становится зелёным, а если зелёный кварк поглощает красно-антизелёный глюон, то он становится красным. Поэтому при постоянном изменении цвета каждого кварка их сильное взаимодействие сохраняется.
Поскольку глюоны несут цветовой заряд, они сами способны излучать и поглощать другие глюоны. Это вызывает асимптотическую свободу: по мере сближения кварков хромодинамическая сила связи между ними ослабевает. И наоборот, по мере увеличения расстояния между кварками сила связи усиливается. Цветовое поле становится напряжённым, подобно эластичной ленте при растяжении, и спонтанно создаётся больше глюонов соответствующего цвета, чтобы усилить поле. При превышении определённого порога энергии создаются пары кварков и антикварков. Эти пары связываются с разделяющимися кварками, вызывая образование новых адронов. Это явление известно как ограничение цвета: кварки никогда не появляются изолированно. Этот процесс адронизации происходит до того, как кварки, образованные при столкновении при высоких энергиях, смогут взаимодействовать каким-либо другим образом. Единственным исключением является t-кварк, который может распасться до того, как адронизируется.

### Морские кварки
Адроны содержат наряду с валентными кварками (q
v), которые дают вклад в квантовые числа, виртуальные кварк-антикварковые (qq) пары, известные как морские кварки (q
s), которые существуют достаточно долгое время в частицах, движущихся близко к световой скорости. Морские кварки образуются, когда расщепляется глюон цветового поля адрона; этот процесс также работает в обратном направлении, поскольку при аннигиляции двух морских кварков образуется глюон. Результатом является постоянный поток расщеплений и создания глюонов, в просторечии известный как «море». Морские кварки намного менее стабильны, чем их валентные аналоги, и они обычно аннигилируют друг с другом внутри адрона. Несмотря на это, морские кварки могут при определённых обстоятельствах адронизироваться в барионные или мезонные частицы.

### Другие фазы кварковой материи
В достаточно экстремальных условиях кварки могут выйти из связанных состояний и распространяться как термализованные «свободные» возбуждения в большей среде. В ходе асимптотической свободы сильное взаимодействие ослабевает при повышении температуры. В конце концов, ограничение цвета будет фактически нарушено в чрезвычайно горячей плазме свободно движущихся кварков и глюонов. Эта теоретическая фаза материи называется кварк-глюонной плазмой.
Точные условия, необходимые для возникновения этого состояния, неизвестны и были предметом множества спекуляций и экспериментов. По оценкам, необходимая температура составляет (1,90 ± 0,02)⋅1012 К. Хотя состояние полностью свободных кварков и глюонов так и не было достигнуто (несмотря на многочисленные попытки в ЦЕРНе в 1980-х и 1990-х годах), недавние эксперименты на Релятивистском коллайдере тяжёлых ионов дали доказательства того, что жидкоподобная кварковая материя демонстрирует «почти совершенную» гидродинамику.
Кварк-глюонная плазма будет характеризоваться большим увеличением числа пар более тяжёлых кварков по отношению к числу пар верхних и нижних кварков. Считается, что в период до 10−6 секунд после Большого взрыва (кварковая эпоха) Вселенная была заполнена кварк-глюонной плазмой, так как температура была слишком высока для устойчивости адронов.
При достаточно высокой плотности барионов и относительно низких температурах — возможно, сравнимых с температурами в нейтронных звездах — ожидается, что кварковая материя выродится в ферми-жидкость слабо взаимодействующих кварков. Эта жидкость будет характеризоваться конденсацией куперовских пар цветных кварков, тем самым нарушая локальную симметрию SU(3)c. Поскольку кварковые куперовские пары несут цветовой заряд, такая фаза кварковой материи будет цветовой сверхпроводящей; то есть цветовой заряд сможет пройти через неё без сопротивления.

## Открытые вопросы
В отношении кварков остаются вопросы, на которые пока нет ответа:
- почему кварков только шесть[144]?
- почему ровно три цвета[145]?
- почему ровно три поколения кварков[146][147][148][149]? Этот вопрос связан с проблемой аромата (англ. Flavour puzzle), которая заключается в неспособности современной Стандартной модели объяснить, почему свободные параметры частиц модели имеют определённые значения, и почему существуют определённые значения для углов смешивания в матрицах PMNS и CKM[150][151][152].
- случайно ли совпадение этого числа с размерностью пространства в нашем мире[153]?
- откуда берётся такой разброс в массах кварков?[144][154]
- из чего состоят кварки[155]? (см. Преоны)[3]
- как кварки складываются в адроны[156]?

Впрочем, история с адронами и кварками, а также симметрия между кварками и лептонами, наводит на подозрение, что кварки могут сами состоять из чего-то более простого. Рабочее название для гипотетических частиц-составляющих кварков — преоны. С точки зрения данных экспериментов, до сих пор никаких подозрений на неточечную структуру кварков не возникало. Однако попытки построить такие теории делаются независимо от экспериментов. Серьёзных успехов в этом направлении пока нет.
Другой подход состоит в построении теории Великого объединения. Польза от такой теории была бы не только в объединении сильного и электрослабого взаимодействий, но и в едином описании лептонов и кварков. Несмотря на активные усилия, построить такую теорию также пока не удалось.